# Artur Bietierbijew
Artur Asilbiekowicz Bietierbijew, chechen. Бетербиев Асильбекан Артур, ros. Артур Асильбекович Бетербиев (ur. 21 stycznia 1985) – rosyjski i kanadyjski bokser, mistrz, wicemistrz świata i czternastokrotny mistrz Europy amatorów. Były zawodowy mistrz świata organizacji WBC, WBA, IBF i WBO w kategorii półciężkiej.

## Kariera amatorska
Mistrz świata amatorów z 2009 roku w Mediolanie i wicemistrz dwa lata wcześniej w Chicago. Dwukrotny mistrz Europy (2006, 2010).
W 2008 roku wygrał w Warszawie turniej im. Feliksa Stamma w kategorii do 81 kg.
Następnie startował w igrzyskach olimpijskich w Pekinie, przegrywając pojedynek o awans do ćwierćfinału z późniejszym triumfatorem, Chińczykiem Zhang Xiaopingiem 2:8.

## Kariera zawodowa
Debiutuje na zawodowych ringach 8 czerwca 2013 w Montrealu nokautując Amerykanina Christiana Cruza w drugiej rundzie.
27 września 2014 na gali w Montrealu znokautował w drugiej rundzie byłego mistrza świata IBF wagi półciężkiej Amerykanina Tavorisa Clouda (24-3, 19 KO), zdobywając wakujący tytuł mistrza Ameryki Północnej
NABF.
4 kwietnia 2015 na gali Pepsi Coliseum w Quebecu wygrał przez nokaut w czwartej rundzie z Hiszpanem Gabrielem Campillo. Stawką dwunastorundowego pojedynku była pozycja numer dwa w rankingu federacji IBF.
12 czerwca 2015 w Chicago wygrał przez techniczny nokaut w siódmej rundzie z Amerykaniem Alexandrem Johnsonem.
4 czerwca 2016 w Montrealu pokonał przez techniczny nokaut w czwartej rundzie Argentyńczyka Ezequiel Osvaldo Maderna.
11 listopada 2017 roku, po jedenastu zawodowych zwycięstwach z rzędu, przystąpił w amerykańskim Fresno do walki o wakujący pas mistrza świata organizacji IBF. Jego rywalem był Niemiec Enrico Koelling. Zwyciężył przez nokaut w ostatniej, dwunastej rundzie i został nowym czempionem.
6 października 2018 w Chicago, wygrał przez techniczny nokaut w czwartej rundzie z Callumem Johnsonem, skutecznie broniąc tytuł mistrza świata federacji IBF.
4 maja 2019 roku w Stockton Arena w Kalifornii w drugiej obronie tytułu mistrza świata wagi półciężkiej federacji IBF, pokonując przez nokaut w piątej rundzie Radivoje Kalajdzica.
18 października 2019 roku w Filadelfii zunifikował tytuły mistrza świata federacji IBF oraz WBC w wadze półciężkiej, pokonując przez TKO w 10. rundzie reprezentanta Ukrainy Oleksandra Hwozdyka.
13 stycznia 2024 roku w Quebecu pokonał przez TKO w 7. rundzie Calluma Smitha, broniąc tytułów mistrza świata federacji WBC, WBO i IBF w wadze półciężkiej.

### Unifikacja pasów WBC, WBA, IBF i WBO w wadze półciężkiej
12 października 2024 roku w Rijadzie stoczył pojedynek unifikacyjny w wadze półciężkiej o pasy WBC, WBA, IBF oraz WBO z niepokonanym wcześniej Dmitrijem Biwołem (23-0, 12 KO). Pojedynek miał bardzo wyrównany przebieg. Ostatecznie sędziowie przyznali mu zwycięstwo na punkty. Dwóch arbitrów wskazało na jego zwycięstwo (115-113, 116-112), a jeden wytypował remis (114-114).

## Lista walk zawodowych w boksie
| Wynik      | Bilans | Przeciwnik (bilans przed walką) | Rozstrzygnięcie | Runda, czas  | Data                 | Miejsce                                                 | Uwagi |
| ---------- | ------ | ------------------------------- | --------------- | ------------ | -------------------- | ------------------------------------------------------- | --- |
| Przegrana  | 21-1   | Dmitrij Biwoł (23-1)            | MD              | 12 (12)      | 22 lutego 2025       | Kingdom Arena, Rijad                                    | Stracił pasy mistrzowskie WBC, WBA, IBF oraz WBO w wadze półciężkiej                                                |
| Zwycięstwo | 21-0   | Dmitrij Biwoł (23-0)            | MD              | 12 (12)      | 12 października 2024 | Kingdom Arena, Rijad                                    | Zunifikował pasy mistrzowskie WBC, WBA, IBF oraz WBO w wadze półciężkiej                                            |
| Zwycięstwo | 20-0   | Callum Smith (29-1)             | TKO             | 7 (12) 2:00  | 13 stycznia 2024     | Centre Videotron, Quebec                                | Obronił mistrzowskie pasy WBO, WBC i IBF w wadze półciężkiej                                                        |
| Zwycięstwo | 19-0   | Anthony Yarde (23-2)            | TKO             | 8 (12) 2:01  | 28 stycznia 2023     | Wembley Arena, Londyn                                   | Obronił mistrzowskie pasy WBO, WBC i IBF w wadze półciężkiej                                                        |
| Zwycięstwo | 18-0   | Joe Smith Jr. (28-3)            | TKO             | 2 (12) 2:19  | 18 czerwca 2022      | Hulu Theater, Nowy Jork                                 | Obronił mistrzowskie pasy WBC i IBF w wadze półciężkiej, Zdobył pas mistrzowski WBO w wadze półciężkiej             |
| Zwycięstwo | 17-0   | Marcus Browne (24-1)            | KO              | 9 (12) 0:46  | 17 grudnia 2021      | Bell Centre, Montreal, Quebec                           | Obronił mistrzowskie pasy WBC i IBF w wadze półciężkiej.                                                            |
| Zwycięstwo | 16-0   | Adam Deines (19-1-1)            | TKO             | 10 (12) 1:30 | 20 marca 2021        | Megasport Arena, Moskwa                                 | Obronił mistrzowskie pasy WBC i IBF w wadze półciężkiej.                                                            |
| Zwycięstwo | 15-0   | Oleksandr Hwozdyk (17-0)        | TKO             | 10 (12) 2:49 | 18 października 2019 | Liacouras Centre, Filadelfia                            | Zunifikował mistrzowskie pasy WBC i IBF w wadze półciężkiej.                                                        |
| Zwycięstwo | 14-0   | Radivoje Kalajdzic (24-1)       | KO              | 5 (12) 0:13  | 4 maja 2019          | Stockton Arena, Stockton, Kalifornia                    | Obronił pas mistrza świata organizacji IBF w wadze półciężkiej.                                                     |
| Zwycięstwo | 13-0   | Callum Johnson (17-0)           | KO              | 4 (12)       | 6 października 2018  | Windrust Arena, Chicago                                 | Obronił pas mistrza świata organizacji IBF w wadze półciężkiej.                                                     |
| Zwycięstwo | 12-0   | Enrico Koelling (23-1)          | KO              | 12 (12)      | 11 listopada 2017    | Save Mart Arena, Fresno                                 | Wywalczył wakujący pas mistrza świata organizacji IBF w wadze półciężkiej.                                          |
| Zwycięstwo | 11-0   | Isidro Ranoni Prieto (26-1-3)   | TKO             | 1 (12)       | 23 grudnia 2016      | Lac Leamy Casino, Gatineau                              | |
| Zwycięstwo | 10-0   | Ezequiel Osvaldo Maderna (23-2) | TKO             | 4 (12)       | 4 czerwca 2016       | Bell Centre, Montreal, Quebec                           | |
| Zwycięstwo | 9-0    | Alexander Johnson (16-2)        | TKO             | 7 (10)       | 12 czerwca 2015      | UIC Pavilion, Chicago, Illinois                         | |
| Zwycięstwo | 8-0    | Gabriel Campillo (25-6-1)       | KO              | 4 (12) 2:22  | 4 kwietnia 2015      | Colisee de Quebec, Quebec, Quebec                       | |
| Zwycięstwo | 7-0    | Jeff Page Jr. (15-0)            | TKO             | 2 (10), 2:21 | 19 grudnia 2014      | Colisee de Quebec, Quebec, Quebec                       | Wygrał wakujące tytuły WBO NABO oraz IBF North American w wadze półciężkiej. Obronił tytuł NABF w wadze półciężkiej |
| Zwycięstwo | 6-0    | Tavoris Cloud (24-2)            | KO              | 2(12), 0:38  | 27 września 2014     | Bell Centre, Montreal, Quebec                           | Zdobył wakujący tytuł NABF w wadze półciężkiej                                                                      |
| Zwycięstwo | 5-0    | Alvaro Enriquez (12-12-2)       | TKO             | 1 (6), 2:38  | 28 sierpnia 2014     | Complexe Sportif Sportscene, Mont-Saint-Hilaire, Quebec | |
| Zwycięstwo | 4-0    | Gabriel Lecrosnier (4-2)        | TKO             | 4 (6), 2:44  | 18 stycznia 2014     | Bell Centre, Montreal, Quebec                           | |
| Zwycięstwo | 3-0    | Billy Bailey (12-17)            | KO              | 1 (6), 2:49  | 30 listopada 2013    | Colisee de Quebec, Quebec, Quebec                       | |
| Zwycięstwo | 2-0    | Rayco Saunders (23-20-1)        | RTD             | 3 (6), 3:00  | 28 września 2013     | Bell Centre, Montreal, Quebec                           | |
| Zwycięstwo | 1-0    | Christian Cruz (12-14-1)        | TKO             | 2 (4), 2:21  | 8 czerwca 2013       | Bell Centre, Montreal, Quebec                           | Debiut zawodowy |

TKO – techniczny nokaut, KO – nokaut, UD – jednogłośna decyzja, SD- niejednogłośna decyzja, MD – decyzja większości, PTS – walka zakończona na punkty